# Сыроежка золотисто-жёлтая
Сырое́жка золоти́сто-жёлтая (лат. Rússula chamaeleontína) — вид грибов, включённый в род Сыроежка (Russula) семейства Сыроежковые (Russulaceae). Наиболее характерными отличительными признаками этого вида являются ярко-жёлтые пластинки со споровым порошком и приятный фруктовый запах .

## Описание
Шляпка достигает 2—8,5 см в диаметре, тонкомясистая, сначала выпуклая, затем уплощённая и вдавленная. Окраска разнообразная — чисто-жёлтая (f. lutea), с красно-розовым или абрикосовым оттенком (f. batschiana), в центре жёлтая, а ближе к краю — красновато-розовая (f. chamaeleontina), или же вовсе тёмно-красная или белая (f. bicolor). Кожица матовая или блестящая, снимающаяся на протяжении большей части шляпки, иногда — полностью.
Пластинки довольно частые, очень редко ветвящиеся, почти свободные от ножки, ярко-жёлтые или ярко-охристые, затем оранжеватые, иногда более яркие, чем кожица шляпки.
Ножка тонкая, ломкая, цилиндрическая или булавовидная, белая, затем — серовато-желтоватая.
Мякоть очень ломкая, белая, затем немного желтеющая, со сладковатым вкусом и с характерным розовым запахом, очень заметно усиливающимся при приготовлении.
Споровый порошок ярко-охристого цвета. Споры 6,5—9×5,5—8 мкм, продолговато-яйцевидные, с бородавками, лишь некоторые из которых соединены рубцами. Пилеоцистиды отсутствуют.
Съедобна, четвёртой категории. Обладает приятным негорьким вкусом. Употребляется свежим. 

## Сходные виды
- Russula acetolens Rauschert, 1989 отличается шляпкой, никогда не бывающей красноватой, и уксусно-рассольным запахом.
- Russula postiana Romell, 1911 произрастает только под хвойными деревьями, отличается оливково-зеленоватой шляпкой.
- Russula solaris Ferd. & Winge, 1924 произрастает только под буком, отличается отчётливым горьким вкусом.

## Экология
Сыроежка золотисто-жёлтая широко распространена по всей Евразии, произрастает как в лиственных, так и в хвойных лесах с июля по октябрь.

## Таксономия

### Синонимы
По отношению к этом виду в литературе употреблялись два названия, основанных на принятых Э. М. Фрисом в Systema mycologicum (1821—1832) Agaricus chamaeleontinus и Agaricus luteus. Поскольку невозможно точно установить, к какому таксону первоначально относилось второе, оно, хотя и является более ранним, не должно употребляться как nomen dubium. Следовательно, принятым названием должно считаться основанное на втором санкционированном Фрисом базиониме — Russula chamaeleontina.
- Agaricus chamaeontinus Lasch, 1828 : Fr., 1821
- Agaricus luteus Huds., 1778 : Fr., 1821, nom. dub.
- Agaricus nitidus var. c Fr., 1821, nom. inval.
- Agaricus risigallinus Batsch, 1786
- Agaricus vitellinus Pers., 1801, nom. nov., nom. illeg.
- Russula armeniaca Cooke, 1888
- Russula lutea (Huds.) Gray, 1821
- Russula lutea f. batschiana Singer, 1935
- Russula lutea f. gilletii Singer, 1935
- Russula lutea f. luteorosella (Britzelm.) Britzelm., 1896
- Russula lutea f. maxima Singer, 1932
- Russula lutea f. montana Singer, 1923
- Russula lutea var. armeniaca (Cooke) Rea, 1922
- Russula lutea var. chamaeleontina (Lasch) Singer, 1935
- Russula lutea var. maxima (Singer) Singer, 1982
- Russula lutea var. ochracea Singer, 1935
- Russula lutea var. subcristulata Singer, 1938
- Russula luteorosella Britzelm., 1879
- Russula nauseosa var. vitellina (Pers. ex Gray) Fr., 1838
- Russula risigallina (Batsch) Sacc., 1915
- Russula risigallina f. bicolor (Melzer & Zvára) Bon, 1986
- Russula risigallina f. chamaeleontina (Lasch) Bon, 1988
- Russula risigallina f. luteorosella (Britzelm.) Bon, 1986
- Russula risigallina f. montana (Singer) Bon, 1986
- Russula risigallina var. subcristulata (Singer) Bon, 1986
- Russula risigallina var. superba Bidaud, 1996
- Russula singeriana Bon, 1986
- Russula vitellina Pers. ex Gray, 1821